# Programmierter Zelltod
Programmierter Zelltod ist der physiologisch ablaufende Tod von Zellen in einem mehrzelligen Organismus. Dieser dient in der Regel dazu, für die Entwicklung oder den Fortbestand des Organismus unnötige oder hinderliche Zellen gezielt zu entfernen.
Einen Gegensatz zum programmierten Zelltod stellt der traumatische Tod einer Zelle (Nekrose) dar.

## Übersicht
Der programmierte Tod von Zellen ist wie deren Wachstum (Zellproliferation) für die Selbstregulation eines mehrzelligen Organismus unabdingbar. Ein Ausfall oder eine Verminderung des programmierten Zelltods kann zur Tumorbildung führen. Auch eine verstärkte Zelltodrate kann negative Auswirkungen haben, z. B. durch die Ausbildung degenerativer Erkrankungen wie Chorea Huntington oder Amyotropher Lateralsklerose.
Speziell im Immunsystem spielt der programmierte Zelltod eine wichtige Rolle. So eliminieren Cytotoxische T-Zellen virusinfizierte oder entartete Zellen durch die Induktion von programmiertem Zelltod. Auch bei der Reifung von T-Lymphozyten und B-Lymphozyten werden potenziell autoreaktive Zellen, d. h. Zellen, die körpereigenes Gewebe angreifen würden, durch programmierten Zelltod beseitigt. Dabei auftretende Fehler können Autoimmunkrankheiten wie etwa Multiple Sklerose oder rheumatoide Arthritis zur Folge haben. Des Weiteren werden nach einer erfolgreichen Immunantwort aktivierte T-Zellen, die nicht mehr benötigt werden, durch programmierten Zelltod entfernt.
Der programmierte Zelltod wurde 1842 bei der Beobachtung der Ontogenese von Wirbeltieren zum ersten Mal beschrieben. Carl Vogt beobachtete, dass während der Entwicklung von Amphibien unerwünschte Gewebe, wie etwa Schwanz oder Schwimmhäute, durch Zelltod gezielt abgebaut werden. Dieser „normale“ Zelltod wurde bald auch in der Ontogenese anderer Wirbeltiere und bei Wirbellosen (Invertebrata) nachgewiesen. Der oft benutzte Begriff Apoptose wurde 1972 eingeführt und sollte den natürlichen Zelltod während der Ontogenese von der Nekrose abgrenzen.

## Typen des programmierten Zelltods
Das internationale Nomenklatur-Komitee für Zelltod (Nomenclature Committee on Cell Death, NCCD) hat 2012 einen Paradigmenwechsel vollzogen: Die bis dahin üblichen morphologischen Definitionsversuche bereiteten Probleme, weil Zellen trotz unterschiedlicher Programme ähnlich aussehen können, und technische Fortschritte ermöglichten immer bessere Einblicke in die Biochemie sterbender Zellen. Daher schwenkte man auf molekulare Definitionen um. Im Folgenden werden zunächst die NCCD-Definitionen der Haupttodesarten und anschließend die Definitionsvorschläge des Komitees für Sonderfälle vorgestellt.

### Haupttypen

#### Extrinsische Apoptose
Dieses Zelltodesprogramm wird entweder durch extrazelluläre Stress-Botenstoffe ausgelöst, die an spezifische Todesrezeptoren in der Zellmembran binden, oder durch den Verlust von Lebenserhaltungssignalen, die von anderen Rezeptoren wahrgenommen werden. Alle Todesrezeptoren tragen an ihrer Innenseite (im Zytoplasma) eine 80 Aminosäuren lange Todes-Domain, die durch eine Konformationsänderung des Rezeptors bei Bindung des Todessignals aktiviert wird und in der Zelle eine Signalkette auslöst, die letztlich zum Tod und zur geordneten Entsorgung der Zelle führt.
An dieser Signalkette sind Caspasen beteiligt, Apoptose-typische Enzyme, die andere Proteine hinter einer bestimmten Aminosäure zerschneiden. In manchen Zellen wird dadurch die äußere der beiden Membranen der Mitochondrien durchlöchert, sodass die Mitochondrien funktionsuntüchtig werden und zugleich toxische Proteine ins Zytoplasma freisetzen. Unter diesen spielt Cytochrom c eine besondere Rolle: Im Zytoplasma stößt es die Bildung eines Komplexes aus vielen Proteinen an, des Apoptosoms, das wiederum Caspasen aktiviert, die die Proteine in der Zelle zerlegen. In anderen Zellen wie den Lymphozyten werden die Caspasen, die den Zelltod vollstrecken, ohne vorherige Zerstörung der äußeren Mitochondrien-Membran aktiviert.
Auch an einer Apoptose, die nicht durch Bindung von Todessignalen, sondern durch den Verlust von Lebenserhaltungssignalen ausgelöst wird, sind Caspasen beteiligt.

#### Intrinsische Apoptose
Dieses Programm wird durch innerzelluläre Stress-Signal ausgelöst, etwa durch DNA-Schäden, oxidativen Stress oder die Anhäufung fehlgefalteter Proteine. Gleichzeitig mit diesen pro-apoptotischen, also das Todesprogramm fördernden Signalkaskaden werden oft konkurrierende anti-apoptotische, also lebenserhaltende Prozesse gestartet, die den Zellstress auf nicht tödliche Weise beheben sollen. Die Signale laufen in den Mitochondrien zusammen und werden dort verrechnet: Überwiegen die Todessignale, wird die äußere Mitochondrien-Membran durchlöchert, sodass der Zelle die Energie ausgeht, toxische Stoffe aus den Mitochondrien ins Zytoplasma gelangen und sich reaktive Sauerstoffspezies (ROS) anhäufen, die wiederum die pro-apoptotischen Signale verstärken.
Es folgen, wie bei der extrinsischen Apoptose, die Bildung eines Apoptosoms und die Aktivierung von Caspasen. Andere Enzyme zerschneiden im Zellkern die DNA-Stränge. Ein Teil der Prozesse ist also Caspase-abhängig, ein anderer nicht. Daher lässt sich diese Art des Zelltods durch Caspase-hemmende Wirkstoffe nicht aufhalten, sondern nur ein wenig hinauszögern.

#### Nekroptose
Die am längsten und aktuell am besten bekannte Form regulierter Nekrose: Auch eine Nekrose, herkömmlich als traumatischer Zelltod verstanden, kann geregelt ablaufen. Auslöser sind etwa bestimmte DNA-Schäden oder die Bindung externer Todessignale wie Tumornekrosefaktor α an Todesrezeptoren. So kann auch ohne das Caspasesystem der Zelltod als Folge der beschriebenen Reize ablaufen. Dieser wird über die Enzyme RIP1, RIP3 und MLKL vermittelt. RIP steht dabei für „receptor interacting protein kinase“ und MLKL für "mixed lineare kinase like pseudokinase". Welche Prozesse nach Aktivierung von MLKL genau die Zelle schädigen ist Gegenstand aktueller Forschung.

#### Autophagischer Zelltod
In ausgewachsenen Organismen sind Zelltod und Autophagie – ein Programm zur Rettung von Zellen durch das Recycling nicht lebensnotwendiger Strukturen, etwa in Mangelsituationen – zumeist gegenläufige, einander blockierende Programme. Während der Entwicklung eines Organismus endet Autophagie dagegen häufig mit dem Tod der Zelle; dann kann man sie als Form des programmierten Zelltods ansehen.

#### Mitotische Katastrophe
Wenn bei einer Zellkernteilung oder Mitose irreparable Fehler auftreten, wird ein Programm gestartet, das die Entstehung von Zellklonen mit unvollständigen oder falsch organisierten Chromosomensätzen verhindern soll, aus denen etwa Tumoren werden können. Das Programm führt entweder zum Tod oder zur Zellseneszenz.

### Sonderfälle

#### Anoikis
Eine deutsche Entsprechung für diesen Ausdruck, der "Unbehaustheit" bedeutet, hat sich noch nicht etabliert. Viele Zellen etwa in unserer Haut benötigen Kontakt zu einer extrazellulären Matrix und den von ihr ausgehenden Überlebenssignalen (z. B. Integrin und epidermaler Wachstumsfaktor), um zu gedeihen. Verlieren sie den Kontakt, gehen sie ein. In der Ausführung ähnelt dieses Programm der intrinsischen Apoptose.

#### Entosis
Auch für den Tod durch Verzehr durch eine Nicht-Fresszelle, der vor allem in Tumoren beobachtet wird, fehlt noch eine Eindeutschung. Dem NCCD zufolge müssen drei Bedingungen erfüllt sein: 1. Die verschlungene Zelle darf nicht aus dem Phagosom der anderen Zelle entweichen und muss von deren Lysosom abgebaut werden. 2. Beide beteiligten Zellen gehören demselben Typ an; professionelle Fresszellen sind nicht beteiligt. 3. Substanzen, mit denen man die Caspase-abhängige oder -unabhängige intrinsische Apoptose blockieren kann, halten den Prozess nicht auf.

#### Parthanatos
Das Kofferwort bezeichnet einen Tod (griechisch thanatos) durch das Enzym Poly(ADP-Ribose)-Polymerase 1, kurz PARP1. Normalerweise trägt es zur Reparatur von DNA-Schäden bei, aber bei seiner Überaktivierung gehen der Zelle zu viel NAD+ und ATP verloren, und der Apoptose-Induktionsfaktor (AIF) wird freigesetzt. Dieses Todesprogramm läuft unter anderem bei Schlaganfällen, Diabetes, Entzündungen und neurodegenerativen Erkrankungen ab, ist von Caspasen unabhängig und zählt möglicherweise zu den regulierten Nekrosen.

#### Pyroptose
Zunächst bei Salmonellen-infizierten Makrophagen beschrieben, ist dieses Todesprogramm keineswegs auf Makrophagen und Bakterieninfektionen (auch mit Shigella, Listeria, Pseudomonas usw.) beschränkt. Pyroptotische Zellen können sowohl nekrotischen als auch apoptotischen Zellen ähneln. In ihnen wird das Enzym Caspase-1 aktiviert, und es ist noch unklar, ob es sich um eine Sonderform der Caspase-abhängigen intrinsischen Apoptose handelt. An der Ausführung sind die entzündungs- und fieberfördernden (pyrogenen) Interleukine IL-1β und Il-18 beteiligt.

#### Ferroptose
Eine neuartige, eisenabhängige Form des Zelltods wurde 2012 von Dixon et al. beschrieben. Hauptmerkmal dabei ist die Anhäufung von aggressiven Sauerstoffverbindungen (ROS), die Zellschäden verursachen und zum Auslösen des Zelltods führen. Ferroptose und damit die eisenabhängige Anhäufung von oxidativ geschädigten Phospholipiden, kann durch Ferroptose-Hemmer (z. B. Ferrostatin-1) unterbunden werden. Verschiedene Zellorganellen sind in der Ferroptose involviert, darunter Peroxisome, Mitochondrien, das endoplasmatische Reticulum and Lysosome. Zahlreiche Untersuchungen deuten darauf hin, dass Ferroptose für den Eliminierungsprozess karzinogener Zellen entscheidend sein könnte und möglicherweise finden Ferroptose-Hemmer künftig Einsatz in Therapieansätzen, wie der Krebsimmuntherapie.

#### NETose
Neutrophile und eosinophile Granulozyten können durch Stimuli wie bakterielle Moleküle dazu angeregt werden, sogenannte neutrophile extrazelluläre Netze (kurz NETs) auszustoßen, die überwiegend aus Inhalten ihrer Zellkerne wie DNA und Histonen bestehen und antimikrobiell wirken. Unter physiologischen Bedingungen sterben die Zellen trotz des Verlusts eines Teils ihres Zellkerns nicht ab. Bei der Stimulation mit bestimmten künstlichen Verbindungen wird jedoch in manchen Neutrophilen ein spezielles Todesprogramm ausgelöst, die NETose. Sie geht oft, aber nicht immer mit dem Ausstoß von NETs einher, ist nicht Caspase-abhängig, wohl aber auf die enzymatische Bildung von Hyperoxiden und auf Teile der Autophagie-Maschinerie angewiesen. Sie ähnelt teils dem autophagischen Zelltod, teils der regulierten Nekrose.

#### Verhornung
Die Zellen der äußeren Schicht unserer Epidermis sterben geregelt ab und bilden so das Stratum corneum: eine Schicht aus toten Keratinozyten, die großenteils aus bestimmten Proteinen wie Keratin und aus Fetten bestehen und die Haut stabil, widerstandsfähig, elastisch und wasserabweisend machen. Zwar durchlaufen auch andere Zellen eine ähnliche terminale Differenzierung, etwa rote Blutkörperchen oder die Zellen im Augenlinsen-Epithel, die dabei ihre Zellkerne einbüßen. Aber anders als diese können die Keratinozyten anschließend keinen stressbedingten Tod mehr sterben. Daher wird die Verhornung als gesondertes Todesprogramm angesehen.

## Phasen des programmierten Zelltods
Das NCCD teilt den regulierten Zelltod in drei Phasen und neun Schritte ein.
Die ersten Schritte zählen zur reversiblen Phase und können durch geeignete zytoprotektive, d. h. zellschützende Maßnahmen verhindert oder gestoppt werden:
1. Störung der Homöostase
2. frühe Signalwege
3. Point of no Return

Darauf folgt die irreversible Phase, in der zytoprotektive Maßnahmen nicht mehr fruchten:
1. späte Signalwege
2. unmittelbare Ursachen oder Effektoren des regulierten Zelltods
3. primärer Zelltod

In der dritten, der vermeidbaren Phase breitet sich der Zelltod auf die Nachbarschaft aus, wenn das nicht – etwa medikamentös – verhindert wird:
1. Freisetzung von Gefahrensignalen (Damage-associated molecular Patterns, DAMPs)
2. Entzündungsreaktionen
3. Einleitung des sekundären regulierten Zelltods (teils direkt durch die DAMPs, teils durch die Entzündung)

Fehlschläge bei Versuchen, einen übermäßigen programmierten Zelltod etwa durch Caspase-Inhibitoren zu bremsen, sind vermutlich darauf zurückzuführen, dass sie in der irreversiblen Phase ansetzen und nur einen Teil der parallel ablaufenden Sterbeprozesse stoppen. Für den primären Zelltod sind vermutlich nicht die Caspasen verantwortlich, sondern der ATP-Verlust und die Störung des Redox-Gleichgewichts, die zahlreiche Enzyme deaktivieren und Organellen und Membranen der Zelle beschädigen.
Erfolgversprechender ist die Stärkung von Überlebenssignalen, die zu Beginn des Sterbevorgangs, unmittelbar nach der Störung der Homöostase, mit den frühen Todesprogramm-Signalen konkurrieren. Eingriffe in die Spätphase können dennoch sinnvoll sein, wenn sie die Freisetzung von DAMPs und damit die Ausbreitung des Sterbens auf das benachbarte Gewebe verhindern.